# Società Sportiva Sambenedettese 2017-2018
Questa voce raccoglie le informazioni riguardanti il Società Sportiva Sambenedettese nelle competizioni ufficiali della stagione 2017-2018.

## Stagione
Nella stagione 2017-2018 la Sambenedettese disputa il girone B del campionato di Serie C, raccoglie 53 punti che valgono il terzo posto finale, nei Play-off entra in scena nel primo turno della fase nazionale incrociando il Piacenza, che il 20 maggio 2018 si impone (2-1) eliminando i rossoblù marchigiani. Allenato da Francesco Moriero nelle prime 13 gare di campionato, poi richiamato nell'ultima giornata del torneo, nel mezzo è toccato a Ezio Capuano guidare la Sambenedettese. Il torneo ha promosso in Serie B il Padova. Nella Coppa Italia la Sambenedettese supera il primo turno vincendo (2-0) contro la Lucchese nei tempi supplementari, poi nel secondo turno esce dal torneo sconfitta a Cesena (2-1). Nella Coppa Italia di Serie C nel primo turno eliminatorio i marchigiani superano il Gubbio, mentre nei sedicesimi di finale escono dal torneo superati (3-1) dalla Casertana.

## Divise e sponsor
Il fornitore tecnico per la stagione 2017-2018 è Erreà, mentre lo sponsor di maglia è ELITE.
| 1ª divisa | 2ª divisa | 3ª divisa |

## Organigramma societario
Area direttiva
- Presidente: Franco Fedeli

Area organizzativa
- Team manager: Pietro Buongiorno

Area tecnica
- Allenatore: Francesco Moriero, da novembre Ezio Capuano, da maggio Francesco Moriero
- Allenatore in seconda: Francesco Cudazzo
- Preparatore atletico: Simone Fugalli
- Preparatore dei portieri: Giovanni Bianchetti

Area sanitaria
- Responsabile: Giovanni Staffilano
- Medici sociali: Antonio Bozzi
- Massofisioterapista: Marco Minnucci, Luigi Iachetti

## Rosa
| N. |                    | Ruolo | Calciatore          |
| -- | ------------------ | ----- | ------------------- |
| 1  | Italia (bandiera)  | P     | Fabio Pegorin       |
| 2  | Italia (bandiera)  | D     | Diego Conson        |
| 3  | Albania (bandiera) | D     | Irlian Ceka         |
| 4  | Italia (bandiera)  | C     | Luca Gelonese       |
| 5  | Italia (bandiera)  | D     | Simone Mattia       |
| 6  | Italia (bandiera)  | D     | Mirko Miceli        |
| 7  | Italia (bandiera)  | A     | Alessio Di Massimo  |
| 8  | Italia (bandiera)  | C     | Gabriele Bove       |
| 9  | Italia (bandiera)  | A     | Lorenzo Sorrentino  |
| 9  | Italia (bandiera)  | C     | Nicola Bellomo      |
| 10 | Italia (bandiera)  | A     | Vittorio Esposito   |
| 11 | Italia (bandiera)  | C     | Gennaro Troianiello |
| 11 | Italia (bandiera)  | A     | Francesco Stanco    |
| 12 | Italia (bandiera)  | P     | Matteo Raccichini   |
| 13 | Italia (bandiera)  | D     | Davide Di Pasquale  |
| 14 | Italia (bandiera)  | D     | Francesco Rapisarda |
| 15 | Italia (bandiera)  | C     | Marco Demofonti     |
| 16 | Italia (bandiera)  | D     | Ruggiero Lanza      |

| N. |                     | Ruolo | Calciatore          |
| -- | ------------------- | ----- | ------------------- |
| 18 | Italia (bandiera)   | C     | Kevin Candellori    |
| 19 | Italia (bandiera)   | C     | Nicola Valente      |
| 20 | Italia (bandiera)   | C     | Alessandro Marchi   |
| 21 | Italia (bandiera)   | A     | Andrea Vallocchia   |
| 22 | Italia (bandiera)   | P     | Pietro Perina       |
| 23 | Slovenia (bandiera) | C     | Armin Bačinovič     |
| 24 | Italia (bandiera)   | C     | Domenico Di Cecco   |
| 26 | Italia (bandiera)   | A     | Luca Miracoli       |
| 27 | Italia (bandiera)   | A     | Alessio Sargolini   |
| 28 | Italia (bandiera)   | D     | Gianmarco Valentini |
| 29 | Italia (bandiera)   | C     | Loris Damonte       |
| 30 | Italia (bandiera)   | D     | Giovanni Tomi       |
| 31 | Italia (bandiera)   | D     | Lorenzo Trillò      |
| 32 | Italia (bandiera)   | D     | Matteo Patti        |
| 33 | Italia (bandiera)   | P     | Vincenzo Aridità    |
|    | Italia (bandiera)   | A     | Matteo Bertoldi     |
|    | Italia (bandiera)   | C     | Leonardo Gentile    |

## Risultati

### Serie C Girone B

#### Girone di andata
| 27 agosto 2017 1ª giornata | Sambenedettese | – Gara non valida per l'esclusione del Modena dal torneo | Modena |  |

| Arbitro: | Zingarelli (Siena) |

|                              |           |  |
| Aridità 25’ (aut.) Iotti 90’ | Marcatori |  |

| Arbitro: | D'Apice (Arezzo) |

|                                          |           |                       |
| Miracoli 7’ (rig.) Bove 13’ Gelonese 88’ | Marcatori | 12’ Martin 55’ Guerra |

| Arbitro: | Fiorini (Frosinone) |

|  |           |                             |
|  | Marcatori | 15’ Miracoli 88’ Di Massimo |

| Arbitro: | Massimi (Termoli) |

|  |           |                 |
|  | Marcatori | 79’ Cappelletti |

| Arbitro: | Volpi (Arezzo) |

|  |           |                           |
|  | Marcatori | 28’ Gelonese 43’ Miracoli |

| Arbitro: | Cipriani (Empoli) |

|                    |           |                   |
| Beccaro 85’ (rig.) | Marcatori | 21’, 80’ Miracoli |

| Arbitro: | Nicoletti (Catanzaro) |

|                                            |           |               |
| Vallocchia 65’ Miceli 88’ Di Massimo 90+5’ | Marcatori | 71’ Tommasone |

| Arbitro: | Amabile (Vicenza) |

|                 |           |              |
| Tomi 83’ (aut.) | Marcatori | 65’ Gelonese |

| 22 ottobre 2017 10ª giornata |  | – Turno di riposo Sambenedettese |  |  |

| San Benedetto del Tronto 29 ottobre 2017, ore 16:30 CET 11ª giornata | Sambenedettese     | 0 – 0 referto | Fano | Stadio Riviera delle Palme (4 195 spett.)\| Arbitro: \| Natilla (Molfetta) \| |
| Arbitro:                                                             | Natilla (Molfetta) |               |      |                                                                               |

| Arbitro: | Annaloro (Collegno) |

|                        |           |                 |
| Comi 80’ (rig.), 90+2’ | Marcatori | 36’ V. Esposito |

| Arbitro: | Prontera (Bologna) |

|  |           |           |
|  | Marcatori | 81’ Erlic |

| Ravenna 12 novembre 2017, ore 18:30 CET 14ª giornata                              | Ravenna   | 1 – 2 referto                  | Sambenedettese | Stadio Bruno Benelli (1 781 spett.) |
| \| \| \| \| \| Broso 19’ (rig.) \| Marcatori \| 14’ Tomi 50’ (aut.) Maistrello \| |           |                                |                |                                     |
|                                                                                   |           |                                |                |                                     |
| Broso 19’ (rig.)                                                                  | Marcatori | 14’ Tomi 50’ (aut.) Maistrello |                |                                     |

| San Benedetto del Tronto 19 novembre 2017, ore 14:30 CET 15ª giornata | Sambenedettese  | 0 – 0 referto | Bassano Virtus | Stadio Riviera delle Palme (3 795 spett.)\| Arbitro: \| Sozza (Seregno) \| |
| Arbitro:                                                              | Sozza (Seregno) |               |                |                                                                            |

| Arbitro: | D'Apice (Arezzo) |

|  |           |                                |
|  | Marcatori | 54’ Bove 90+7’ (rig.) Miracoli |

| Arbitro: | Marchetti (Ostia Lido) |

|               |           |              |
| Rapisarda 68’ | Marcatori | 52’ Magnaghi |

| Arbitro: | Viotti (Tivoli) |

|  |           |              |
|  | Marcatori | 81’ Miracoli |

| Arbitro: | Valiante (Salerno) |

|          |           |           |
| Tomi 19’ | Marcatori | 9’ Mensah |

#### Girone di ritorno
| 23 dicembre 2017 20ª giornata | Modena | – Gara non disputata per l'esclusione del Modena dal torneo | Sambenedettese |  |

| Arbitro: | Proietti (Terni) |

|                                  |           |  |
| Miracoli 4’ Di Pasquale 50’, 73’ | Marcatori |  |

| Arbitro: | Robilotta (Sala Consilina) |

|               |           |  |
| M. Marchi 72’ | Marcatori |  |

| Arbitro: | Pasciuta (Agrigento) |

|               |           |               |
| Rapisarda 80’ | Marcatori | 49’ E. Marchi |

| Arbitro: | Volpi (Arezzo) |

|             |           |              |
| Capello 17’ | Marcatori | 32’ Miracoli |

| San Benedetto del Tronto 11 febbraio 2018 25ª giornata | Sambenedettese   | 0 – 0 | Reggio Audace | Stadio Riviera delle Palme\| Arbitro: \| Maggioni (Lecco) \| |
| Arbitro:                                               | Maggioni (Lecco) |       |               |                                                              |

| Arbitro: | De Santis (Lecce) |

|  |           |                        |
|  | Marcatori | 35’ Rubbo 67’ Sottovia |

| Arbitro: | Ayroldi (Molfetta) |

|  |           |                        |
|  | Marcatori | 11’ (rig.) V. Esposito |

| Arbitro: | Viotti (Tivoli) |

|                                |           |  |
| Stanco 90+1’ V. Esposito 90+4’ | Marcatori |  |

| 11 marzo 2018 29ª giornata |  | – Turno di riposo Sambenedettese |  |  |

| Arbitro: | Zanonato (Vicenza) |

|              |           |              |
| Fioretti 51’ | Marcatori | 75’ Gelonese |

| Arbitro: | Carella (Bari) |

|                                    |           |               |
| Miracoli 67’ (rig.) Di Massimo 79’ | Marcatori | 5’ N. Ferrari |

| Arbitro: | Meraviglia (Pistoia) |

|                |           |            |
| Costantino 42’ | Marcatori | 69’ Mattia |

| Arbitro: | Provesi (Treviglio) |

|                        |           |            |
| Stanco 22’ Bellomo 51’ | Marcatori | 5’ De Sena |

| Arbitro: | D'Apice (Arezzo) |

|                       |           |  |
| Minesso 54’ Gashj 86’ | Marcatori |  |

| Arbitro: | Capone (Palermo) |

|                          |           |  |
| Rapisarda 10’ Stanco 25’ | Marcatori |  |

| Arbitro: | Amabile (Vicenza) |

|                                      |           |  |
| Zammarini 42’, 75’, 80’ Magnaghi 57’ | Marcatori |  |

| Arbitro: | Ayroldi (Molfetta) |

|  |           |               |
|  | Marcatori | 11’ Giorgione |

| Arbitro: | Sozza (Seregno) |

|                |           |            |
| Bracaletti 34’ | Marcatori | 75’ Miceli |

#### Play-off
| Arbitro: | Viotti (Tivoli) |

|                    |           |              |
| Silva 26’ Bini 34’ | Marcatori | 20’ Miracoli |

| Arbitro: | Maggioni (Lecco) |

|                                               |           |               |
| Miracoli 51’ (rig.), 88’ (rig.) Rapisarda 61’ | Marcatori | 90+1’ Franchi |

| Arbitro: | Robilotta (Sala Consilina) |

|                         |           |              |
| Bruccini 22’ Baclet 87’ | Marcatori | 61’ A.Marchi |

| Arbitro: | Prontera (Bologna) |

|  |           |                            |
|  | Marcatori | 7’ Mungo 77’ (rig.) Baclet |

### Coppa Italia Serie C

#### Fase ad eliminazione diretta
| Arbitro: | Andreini (Forlì) |

|                |           |                                 |
| Burzigotti 47’ | Marcatori | 36’, 80’ Valente 45’ Candellori |

| Arbitro: | Camplone (Pescara) |

|                                 |           |                |
| Alfageme 65’, 92’ Cigliano 100’ | Marcatori | 9’ Di Pasquale |